# 橋本輝雄
橋本 輝雄（はしもと てるお、1915年6月30日 - 2001年10月1日）は、日本の騎手、競走馬調教師。
1933年に騎手デビュー。太平洋戦争最中の1944年に「能力検定競走」として行われた東京優駿（日本ダービー）をカイソウで制したほか、1950年にはクモノハナに騎乗して皐月賞、日本ダービーのクラシック二冠を制した。騎手通算成績は1154戦154勝、うち八大競走3勝を含む重賞5勝。
1953年に調教師へ転身し、それぞれ菊花賞に優勝したコマヒカリ、アカネテンリュウ、中山大障害を4連勝し海外でも2勝したフジノオー、日本ダービー優勝馬メリーナイスなど数々の活躍馬を手掛けた。1993年に定年引退。調教師成績は日本中央競馬会が発足した1954年以降で通算7361戦931勝、うち八大競走・GI級競走4勝を含む重賞30勝。

## 経歴
1915年、北海道静内郡静内町（現・日高郡新ひだか町）に畑作農家の13人きょうだいの四男（8番目）として生まれる。父の幾次郎は馬好きが高じて競走馬の馬主となっていたほか、長兄は競走馬の生産を行い、騎手兼調教師の稲葉秀男とも同級生と、競馬に関わりが深い家庭環境にあった。
幼少の頃から成績優秀であった輝雄に対し、幾次郎は将来獣医師になるよう促したが、すでに騎手を志していた輝雄はこれに反発。尋常小学校高等科卒業後の1930年、長兄の取り次ぎにより上京し、中山競馬倶楽部（中山競馬場）所属の東原玉造（とうばら-）厩舎に騎手見習いとして入門した。橋本は自分が東原厩舎に入ることを知らず、稲葉秀男厩舎に入門するつもりで上京したといい、「東原先生とは馬市などで会い、面識はあったけれど、まさか弟子としてお世話になるとは考えてもみなかった」と回想している。これは稲葉のところに行くつもりで貨車に乗ったが、その貨車で運ばれていたのは東原厩舎の馬であったためである。1年先に入門した兄弟子に矢野幸夫がおり、のちに二人が東原厩舎の主軸となった。

### 騎手時代
1932年、騎手免許を取得。翌1933年5月13日に横浜競馬場でデビューしたが、初戦から5頭が絡む落馬事故に巻き込まれ、初騎乗は落馬競走中止という成績に終わった。翌1934年9月23日に福島競馬場で初勝利。以後順調に成績を挙げていたが、20歳のとき、障害競走の騎乗中に落馬し、頭蓋骨骨折および内臓破裂という重傷を負う。さらに1カ月後、落馬のはずみで左眼の視力を失っていたことが判明した。視力が戻らないまま1年間の療養後に復帰。その後、25歳の時に再び落馬した際に今度は左右の腎機能に異常が見つかり、うち左腎臓の摘出を余儀なくされた。

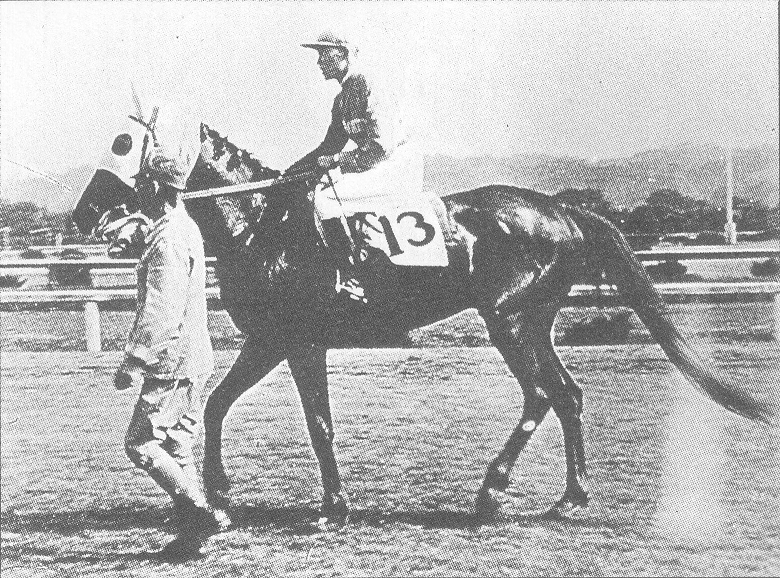
カイソウと橋本

1941年に東原厩舎から東京競馬場の久保田彦之厩舎に移籍 。1944年、彦之の実弟・久保田金造（京都競馬場）が管理するカイソウが日本ダービーに向けて東上するに際し、従来の主戦騎手・杉村繁盛の代役を任された。前哨戦での勝利を経て6月18日にダービーを迎える。かねて戦況が悪化していた太平洋戦争の影響により、当年のダービーは能力検定競走として無観客で行われた。200人ほどの関係者が見守るなか、カイソウは第3コーナー先頭からゴールまで押し切り、5馬身差で圧勝。橋本はダービー初騎乗でダービージョッキーの称号を得た。競走後カイソウは帰厩して橋本の手を離れている。
1945年に入ると正規の競馬開催は休止され、日本競馬会が全国各地に設置した支所へ疎開した競走馬と厩舎関係者でそれぞれ能力検定競走が行われた。橋本は故郷・静内に設置された北海道支所に久保田らと共に派遣され、騎手として能力検定競走に騎乗した。戦争終結後、競馬は翌1946年10月より国営で再開された（国営競馬）。

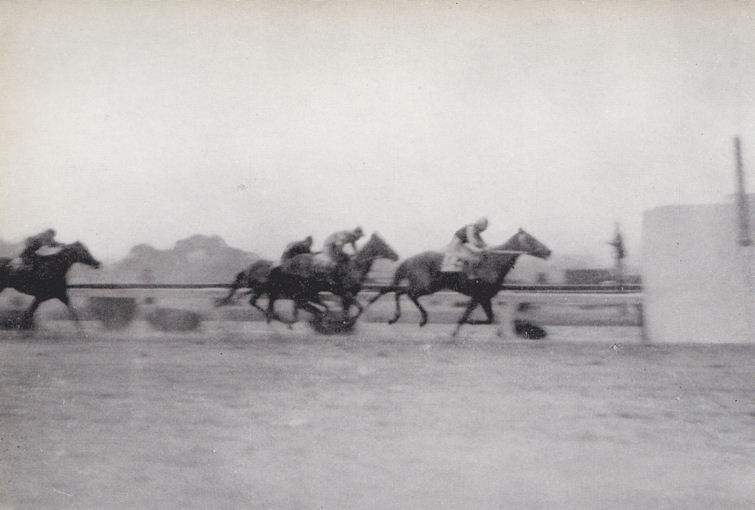
日本ダービー決勝線手前の様子。

1949年、橋本は鈴木勝太郎厩舎からクモノハナの手綱を任される。同馬は脚部に欠陥があったため、中村広、二本柳俊夫といった花形騎手に騎乗を断られ、「そこで、というと悪いが、近所にいた橋本輝雄君に乗ってもらった」（鈴木勝太郎）という縁であった。初勝利までに8戦を要した凡馬であったが、翌1950年5月、得意の不良馬場で行われた皐月賞を4馬身差で制すると、6月11日の日本ダービーも不良馬場のなか優勝し、春のクラシック二冠を達成した。同時に橋本は、当時喧伝されていた「ダービーを2度勝つことはできない」というジンクスを覆し、史上初のダービー2勝騎手となった。橋本は後にクモノハナについて、「水かきを付けているように重馬場が得意でしたよ」と評している。同年10月29日、橋本とクモノハナはセントライト以来9年ぶり、史上2頭目のクラシック三冠を目指して菊花賞に出走。最後の直線で抜け出したが、後方から追い込んだ浅見国一騎乗のハイレコードにゴール寸前でアタマ差交わされ、三冠は成らなかった。橋本は「ゴール手前200メートルの地点で先頭に立ち"やった!"と思った瞬間、ハイレコードに外から一気に来られた。並んでの競り合いなら負けなかったろうが、あれではどうしようもない。いい勉強になった」と述べている。
その後はコマオーで第1回のダイヤモンドステークス、エツザンで中山記念・秋と2つの重賞勝利を挙げたのち、1953年10月に騎手を引退し、東京競馬場所属の調教師に転身した。なお、晩年の橋本は騎手会長も務めていた。

### 調教師時代 - 引退後
調教師としての初年度は3勝。2年目に入るとミネノスガタのダイヤモンドステークス、コマノハナのクイーンステークスと2つの重賞勝ちを含む20勝を挙げた。1961年には管理馬コマヒカリが浅見国一と共に菊花賞に臨み、後方からの追い込みで優勝。橋本はクモノハナの雪辱を果たした。この競走前、橋本は浅見に対して「ハイレコードと同じ乗り方で」と注文したといい、浅見は「橋本さんの態度は並の腹でできるものでない。立派だったと思います」と称えている。
以後も順調に重賞勝利馬を輩出し、1963年秋から1965年春にかけてはフジノオーが障害の最高競走・中山大障害で当時最多の春秋4連覇を達成した。フジノオーは1966年に日本の競走馬として初めてヨーロッパへの遠征を行い、イギリスの障害競走の祭典・グランドナショナルに出走。結果は競走途中の第15障害で飛越を拒否しての失格となったが、その後移動したフランスで11戦2勝の成績を挙げた。この時期、橋本厩舎は障害競走の活躍馬が続出し、1963年から1968年までに8つの障害重賞を制した。1964年には自己最高の43勝を挙げ、優秀調教師賞と調教技術賞を受賞している。また、1969年には鴨田次男厩舎から移籍してきたアカネテンリュウが菊花賞に優勝し、橋本も同競走の2勝目を挙げた。1970年代に入ると八大競走制覇から遠ざかったが、1971年、1975年、1982年に調教技術賞、1984年に優秀調教師賞を受賞した。また、1978年から1979年には日本調教師会副会長および関東本部長を務めている。
1986年にはメリーナイスが関東の3歳王者戦・朝日杯3歳ステークスを制し、橋本は1984年のグレード制導入後初のGI勝利を挙げた。メリーナイスは翌1987年に日本ダービーを史上3番目の大差である6馬身差で優勝。これに伴い橋本は大久保房松、二本柳俊夫以来3人目となる騎手・調教師双方でのダービー優勝を果たした。
その後は1990年代初頭に短距離戦線で活躍したトモエリージェントが最後の重賞勝利馬となり、橋本は1993年2月28日付で定年により調教師を引退した。
引退後も美浦トレーニングセンターの近くに住み、毎朝欠かさず調教スタンドに足を運んでいた。
2001年10月1日、東京医科大学霞ヶ浦病院で死去。86歳没。

## 成績

### 騎手成績
| 通算成績 | 1着 | 2着 | 3着 | 4着以下 | 騎乗回数 | 勝率 | 連対率 |
| -------- | --- | --- | --- | ------- | -------- | ---- | ------ |
| 平地     | 135 | 136 | 131 | 565     | 1,000    | .135 | .271   |
| 障害     | 19  | 34  | 25  | 76      | 154      | .123 | .344   |
| 計       | 154 | 170 | 156 | 641     | 1,154    | .133 | .281   |

#### 主な騎乗馬
※括弧内は橋本騎乗時の優勝重賞競走。
八大競走優勝馬
- カイソウ（1944年東京優駿競走）
- クモノハナ（1950年皐月賞、東京優駿）

その他重賞競走優勝馬
- コマオー（1951年ダイヤモンドステークス）
- エツザン（1953年中山記念・秋）

### 調教師成績
| 通算成績 | 1着 | 2着 | 3着 | 4着以下 | 騎乗回数 | 勝率 | 連対率 |
| -------- | --- | --- | --- | ------- | -------- | ---- | ------ |
| 平地     | 813 | 754 | 713 | 4,355   | 6,635    | .123 | .236   |
| 障害     | 118 | 108 | 97  | 403     | 726      | .163 | .311   |
| 計       | 931 | 862 | 810 | 4,758   | 7,361    | .126 | .244   |

※日本中央競馬会が発足した1954年以降。上記のほか1953年に3勝。

#### 受賞
- 優秀調教師賞（関東）2回（1964年、1984年）
- 調教技術賞5回（1964年、1968年、1971年、1975年、1982年）

#### 主な管理馬
※括弧内は橋本管理下における優勝重賞競走。
八大競走・GI級競走優勝馬
- コマヒカリ（1958年菊花賞）
- アカネテンリュウ（1969年菊花賞など重賞6勝）
- メリーナイス（1986年朝日杯3歳ステークス 1987年東京優駿など重賞3勝）

その他重賞競走優勝馬
- ミネノスガタ（1954年ダイヤモンドステークス）
- コマノハナ（1954年クイーンステークス）
- エドヒメ（1959年目黒記念・秋）
- キクノハタ（1962年東京牝馬特別）
- フジノオー（1963年中山大障害・秋 1964年中山大障害・春、中山大障害・秋 1965年中山大障害・春）
- フジノチカラ（1965年東京障害特別・春）
- フジノホマレ（1968年中山大障害・春）
- リッシュン（1968年東京障害特別・春）
- マツセダン（1969年七夕賞、福島大賞典 1970年アルゼンチンジョッキークラブカップ）
- ヌアージターフ（1973年セントライト記念）
- コマサツキ（1980年サンケイスポーツ賞4歳牝馬特別）
- イーストボーイ（1981年京成杯3歳ステークス 1983年京王杯スプリングハンデキャップ）
- トモエリージェント（1991年根岸ステークス 1992年ダービー卿チャレンジトロフィー）※定年後増沢末夫厩舎へ

## 主な厩舎所属者
※太字は門下生。括弧内は厩舎所属期間と所属中の職分。
- 丸目敏栄（1959年-1974年 騎手）
- 星野信幸（1968年-1979年 騎手）
- 白石一典（1968年-1983年 騎手）
- 根本康広（1977年-1989年、1990年-1993年 騎手）
- 二ノ宮敬宇（1978年-1990年 調教助手）
- 萩原清（1982年-1983年 厩務員、調教助手）